# 海燕
『海燕』（かいえん）は、日本の月刊文芸雑誌。1巻1号（1982年1月号）から15巻11号（1996年11月号）まで発行された。
版元は福武書店だったが、14巻4号目の（1995年4月）より社名変更によりベネッセコーポレーションとなった。初代編集長は、著名な編集者だった寺田博が務めた。

## 傾向
創刊当初は、地方の文学という項目も設けて、埋もれていた才能の発掘に力をいれていた。海燕新人文学賞を主催し、小林恭二・佐伯一麦・吉本ばなな・小川洋子らを世に出した。島田雅彦もこの雑誌から登場した。
だが文芸雑誌全体の不振のなかで、後半は部数も減り、最末期には実売部数よりも新人賞の応募者数のほうが多いと揶揄される状態になり、版元の文芸部門からの撤退に伴い廃刊となった。連載中だった佐伯一麦の「渡良瀬」は、中断においこまれ、2013年に続稿を含めて岩波書店から単行本が刊行されて完結した。
多くの連載作品を刊行していた福武文庫も、数年後に刊行終了し社全体の出版活動も大きく変更している。
井伏鱒二『鞆ノ津茶会記』や、富士川英郎『菅茶山』など、地元の備前・備中・備後（現在の岡山県中南部と広島県東部）を舞台にした地味だが重厚な大作が連載されていたのも特徴であった。後者は大佛次郎賞を受賞している。